# Hwotsotenne
Hwotsotenne /"People of the lower hills"; "people of spider river", Hodge/ (Wet’suwet’en, Witsuwet’en), jedna od dvije grane Babine Indijanaca, druga je Nataotin, koja se danas sastoje od bandi, viz.: Hagwilget, Moricetown (‘Kyah Wiget ili Kya Wiget), Nee-Tahi-Buhn (Francois Lake Tribe), Broman Lake (Omineca band; Ominica), Burns Lake (Ts'il Kaz Koh First Nation), Skin Tyee (Skin Tyee Nation).
Domovina Hwotsotenna je Bulkley River čiji se teritorij prostirao sve do Francis Rivera. Swanton im na tome području nabraja 6 sela: Hagwilget (ova banda poznata je i kao Tsitsk), Hwotat, Keyerhwotket, Lachalsap, Tsechah i Tselkazkwo. 
Organizacija im je po klanovima, postoji ih 5, to su: Gitdumden (Wolf), Laksamishyu (Fireweed), Tsayu (Beaver), Gilseyhyu (Big Frog) i Laksilyu (Small Frog). Svaki klan ima više kuća koje se sastoje od 'proširenih' obitelji. Svaka kuća ima nasljednog poglavicu (13 za 13 kuća) kao i pod-poglavicu (wing chiefs ili sub-chiefs). Nasljeđe je matrilinearno. Danas, prema samom Wet'suwet'en plemenu, ima oko 5,000 članova koji žive širom teritorija, daleko od kuće.

## Popis rezervata
- Duncan Lake Indian Reserve 2
- Felix George Indian Reserve 7
- Foxy Creek Indian Reserve 6
- Gaichbin Indian Reserve 8
- Klagookchew Indian Reserve 9
- Maxan Creek Indian Reserve 5
- Maxan Lake Indian Reserve 3
- Maxan Lake Indian Reserve 4
- Palling Indian Reserve 1
- Tatla West Indian Reserve 11
- Tsichgass Indian Reserve 10

## Vanjske poveznice
- Office of the Wet'suwet'en